# فسفن
فُسفِن (به فرانسوی: phosphène) پدیده‌ای است که در آن احساس دیدن یک نور یا نمایان شدن لکه‌هایی در میدان بینایی حتی در زمان بسته بودن چشم در انسان به وجود می‌آید. پدید آمدن فسفن را از علائم پیش از جدا شدن شبکیه می‌دانند.
علت به وجود آمدن فسفن‌ها می‌تواند تحریکات مکانیکی، الکتریکی یا مغناطیسی رتین یا قشر بینایی مغز یا ازبین رفتن سلول‌های شبکه بینایی باشد.
فسفن در بعضی موارد حاصل از تداوم دید شبکیه چشم است و معمولاً در نتیجه نگاه کردن به یک نقطه نورانی به وجود می‌آید. اینگونه مواردی که گاه باعث نابینایی موقت چشم می‌شود را «تابش خیره‌کننده» می‌نامند.
این پدیده همچنین در هنگام اختلالات عصبی مانند صرع یا میگرن‌های چشمی یا پس از مصرف پسیکوتروپ یا داروهای توهم‌زا نیز بروز می‌کند.
گونه‌ای از پدیده فسفن فضانوردها در فضا حاصل اثر چرنکوف است.
فسفن‌ها می‌توانند همراه با سرگیجه‌های اورتوستاتیکی نیز به وجود بیایند مخصوصاً در زمانی که شخص بسرعت از وضعیت نشسته یا خوابیده به حالت ایستاده قرار گیرد که نشان‌دهنده فشار بیش‌ازحد پایین عروق یا درمان نادرست هیپوتانسور یا فشارخون پایین است.

## واژه‌نامه
1. ↑  décollement de rétine
2. ↑  cortex visuel
3. ↑  Persistance rétinienne
4. ↑  Migraine ophtalmique
5. ↑  Psychotrope
6. ↑  Effet Tcherenkov
7. ↑  Vertiges orthostatiques